# Rkang gling

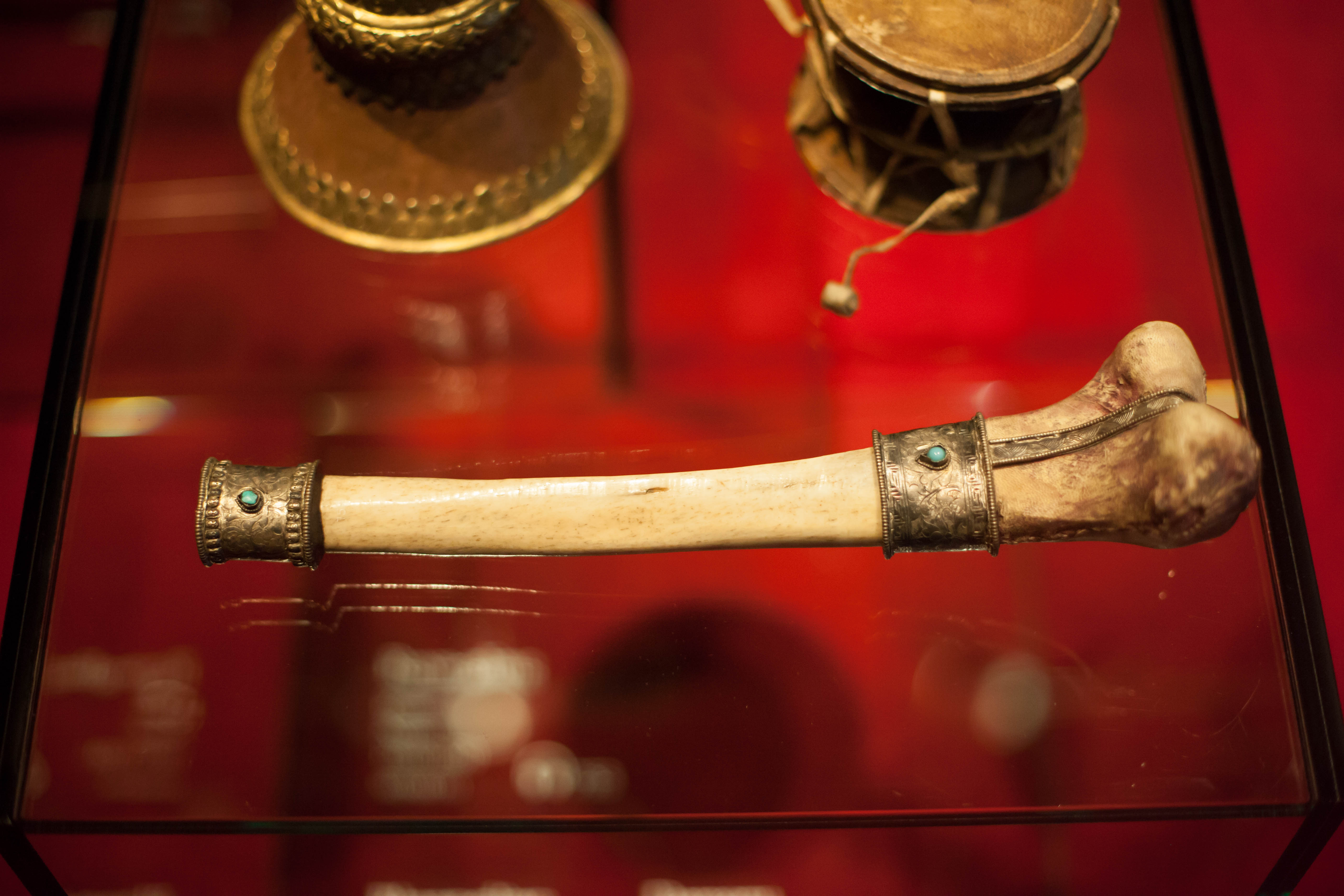
Rkang gling en el Museo de la Música de Barcelona

Rkang gling (Idioma tibetano: རྐང་གླིང་།), término tibetano que traducido literalmente significa "pierna" ("rkang") "flauta" ("ling"), es el nombre estándar para la trompeta o trompa hecha a partir de fémur humano, empleado en el budismo del Himalaya para varios rituales chöd como son los funerales realizados por un chöpa. A menudo el fémur se toma de un criminal o de una persona que ha tenido una muerte violenta.. Pero también cogen el fémur de un maestro respetado cuando este muere.
El rkang gling también se puede hacer de madera. La embocadura suele estar rodeada de un anillo de plata y adornada con piedras preciosas como la turquesa.
El rkang gling se tendría que usar solo en los rituales chöd hechos en el exterior, acompañado con el damaru y una campana. En el chöd tántrico, el practicante, motivado por la compasión, toca el rkang gling como un gesto de valentía, para convocar espíritus y demonios, satisfacer la hambre de estos y así aligerar sus sufrimientos. También se toca como un camino para cortar el ego.